# Bokšić (Đurđenovac)
Bokšić je naselje koje pripada općini Đurđenovac, nedaleko od Našica u Osječko-baranjskoj županiji. 

## Zemljopis
Nalazi se 20-ak kilometara sjeverno od planine Krndije i Papuka, toliko je udaljen od rijeke Drave. Selo Bokšić ima tri ulice – Osječka, Šidska i Josipa Jurja Strossmayera. 

## Crkva
Bokšić ja sjedište Rimokatoličke župe sv. Petra apostola koja pripada našičkom dekanatu Požeške biskupije.

## Stanovništvo
| broj stanovnika | 750   | 761   | 698   | 754   | 724   | 901   | 938   | 1023  | 1000  | 1033  | 922   | 781   | 623   | 607   | 539   | 433   | 340   |
|                 | 1857. | 1869. | 1880. | 1890. | 1900. | 1910. | 1921. | 1931. | 1948. | 1953. | 1961. | 1971. | 1981. | 1991. | 2001. | 2011. | 2021. |

U 1869. sadrži podatke za naselje Beljevina.

## Šport
- Nogometni klub Polet (NS Našice)

## Vanjske poveznice
- http://www.djurdjenovac.hr/